# کوچوو
کوچوو (به صربی: Kučevo) یک شهرستان در صربستان است که در ناحیه برانیچوو واقع شده‌است. کوچوو ۱۶۲ متر بالاتر از سطح دریا واقع شده‌است.